# Daisuke Imanaka
Daisuke Imanaka (今中 大介, Imanaka Daisuke, né le 24 juillet 1963 à Hiroshima) est un coureur cycliste japonais. Professionnel de 1994 à 1997 au sein de l'équipe Polti, il a été le deuxième coureur japonais à participer au Tour de France, en 1996. Il détient le record de victoires au Tour de Hokkaido avec trois succès.

## Repères biographiques
En 1994, il obtient son premier contrat professionnel dans l'équipe Polti. Cette année-là, il découvre le Tour, en tant que consultant pour la chaîne Fuji TV. Mais en mai 1996, Gianluigi Stanga lui propose d'y participer. Ses qualités de grimpeur, qui lui avait permis de terminer troisième du Tour du Japon, avait convaincu son directeur sportif. La surprise de sa sélection avait alimenté la rumeur comme quoi son père, riche homme d'affaires, avec l'appui de l'entreprise Shimano, aurait soudoyé Stanga. Épuisé, il termine hors-délais, lors de la quatorzième étape.
En 1986, la chaîne publique NHK diffuse chaque jour un résumé de l'étape du Tour de France, suscitant l'engouement pour le cyclisme au Japon, ce dont a profité, plus tard, Imanaka. Originaire d'Hiroshima, il assure avoir dû se débrouiller seul pour devenir coureur et caresser le rêve de disputer un jour le Tour. Il avait ainsi démarché le directeur de Shimano. Devant sa détermination, les responsables de la marque lui ont proposé de l'aider lorsqu'il se serait formé au métier de coureur. Cette proximité avec cette entreprise a nourri les rumeurs au départ du Tour de France 1996. Il est même soupçonné d'espionnage lorsqu'il est surpris en train de prendre en photos les vélos des équipes présentes, pour le besoin d'un reportage que lui avait commandé un magazine japonais.
Après sa carrière, il réside à Kōfu. Il a profité de son image d'ancien coureur du Tour de France, qui fait de lui un précurseur dans son pays, pour se lancer dans les affaires. Il est actuellement l'un des plus grands distributeurs de matériel cycliste au Japon et un homme d'affaires reconnu grâce au Tour.

## Palmarès
- 1990
  - Tour de Hokkaido
- 1991
  - Tour de Hokkaido
- 1993
  - Tour de Hokkaido
- 1996
  - 3e étape du Tour du Japon
  - 2e du Tour d'Okinawa
  - 3e du Tour du Japon

## Résultats sur les grands tours

### Tour de France
- 1996 : hors-délai à la 14e étape

### Tour d'Italie
- 1995 : abandon 14e étape